# Riksväg 99
Der Riksväg 99 ist eine schwedische Fernverkehrsstraße in Norrbottens län.

## Verlauf
Die Straße verläuft großenteils nördlich des Polarkreises vom Europaväg 4 in der Grenzstadt Haparanda am nördlichsten Punkt der Ostsee im Wesentlichen parallel zum rechten Ufer des Flusses Torne älv über Övertorneå nach Pajala und in ihrem Nordabschnitt parallel zum Muonio älv, die die Grenze zu Finnland bilden, nach Karesuando, wo sie auf den Europaväg 45 (Inlandsvägen) trifft und an diesem endet. Am linken Ufer der beiden Flüsse verläuft auf finnischer Seite die Europastraße 8 (Staatsstraße 21) im Wesentlichen parallel. Die Länge der Straße beträgt 360 km.

## Geschichte
Längs des Torne älv bestand schon im 18. Jahrhundert ein Fahrweg bis Svanstein. Die Straße trägt bis Övertorneå die Bezeichnung Riksväg 99 seit 1962, auf dem restlichen Abschnitt seit dem Jahr 2000.